# Geoamenaza

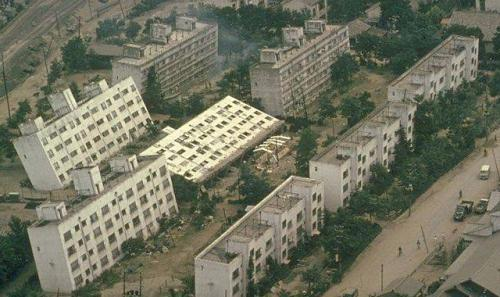
Licuefacción de suelo durante el terremoto en Niigata el año 1964

Una geoamenaza es un estado geológico que puede causar daños o riesgo generalizado. Las geoamenazas son condiciones geológicas y ambientales e implican procesos geológicos a largo y corto plazo.  Este tipo de amenaza puede ser un fenómeno relativamente pequeño, pero también puede alcanzar grandes dimensiones  (por ej., deslizamientos de tierra submarinos o en la superficie) y afectar en gran medida la socioeconomía local y regional (por ej., los tsunamis). 

## Geoamenazas
Las actividades humanas (como realizar perforaciones en zonas sobrepresurizadas) pueden dar lugar a riesgos significativos, por lo tanto la mitigación y prevención mediante una mejor comprensión sobre las amenazas geológicas, sus condiciones previas, causas e implicaciones son primordiales.  En otros casos, particularmente en zonas montañosas, los procesos naturales pueden causar eventos catalíticos de naturaleza compleja, como un alud que golpea un lago y causa deslizamiento de residuos, con consecuencias que potencialmente afectarían a lugares a miles de millas de distancia, o podría crear un lahar volcánico. 
La investigación continua y multidisciplinaria sobre las causas y las implicaciones de las amenazas geológicas, en particular las amenazas submarinas en relación con la exploración de petróleo y gas, llevan a realizar estudios específicos de mitigación y al establecimiento de mecanismos de prevención pertinentes.
- Deslizamientos (Submarinos)
- Deslizamiento de residuos
- Acumulación superficial de gas
- Zonas sobrepresurizadas (incluyendo flujos superficiales de gas y agua)
- Hidrato de gas natural y su metaestabilidad controlada por el clima
- Flujos de barro, diapiro y volcanismo/volcanes
- Trap
- Terremotos y sismicidad
- Tsunamis a causa de desplazamientos tectónicos y deslizamientos de tierra
- Desprendimientos de roca y deslizamientos de tierra

### Geoamenazas a través de la historia de la Tierra
Durante los últimos 250 millones de años, se han producido once episodios distintos de avalanchas de basalto que han dado lugar a grandes provincias volcánicas, creando mesetass y cordilleras en la Tierra. Se han relacionado grandes provincias ígneas con cinco eventos de  extinción masiva . El calendario de seis de once provincias conocidas coincidecon periodos de calentamiento global como también con anoxias y dysoxias marinas.De esta forma, se sugiere que emisiones de CO2 volcánico pueden causar un efecto importante en el clima.

## Geoamenazas conocidas
- Terremoto del océano Índico de 2004
- Terremoto de Sichuan de 2008
- Terremoto y tsunami de Tōkohu de 2011
- La Barrera (ubicada en Garibaldi Provincial Park).